# 霍爾登鎮區 (明尼蘇達州聖路易斯縣)
霍爾登鎮區（英語：Halden Township）是位於美國明尼蘇達州聖路易斯縣的一個行政鎮區。

## 地方資料
霍爾登鎮區的面積為92.59平方千米，皆為陸地。根據2020年美國人口普查的數據，當地共有人口110人，而人口密度為每平方千米1.19人。